# Grayson Murray
Grayson Murray, född 1 oktober 1993 i Raleigh, North Carolina, död 25 maj 2024 i Fort Worth, Texas, var en amerikansk professionell golfspelare. År 2017 vann han Barbasol Championship och år 2024 segrade han i Sony Open in Hawaii.